# Form follows function

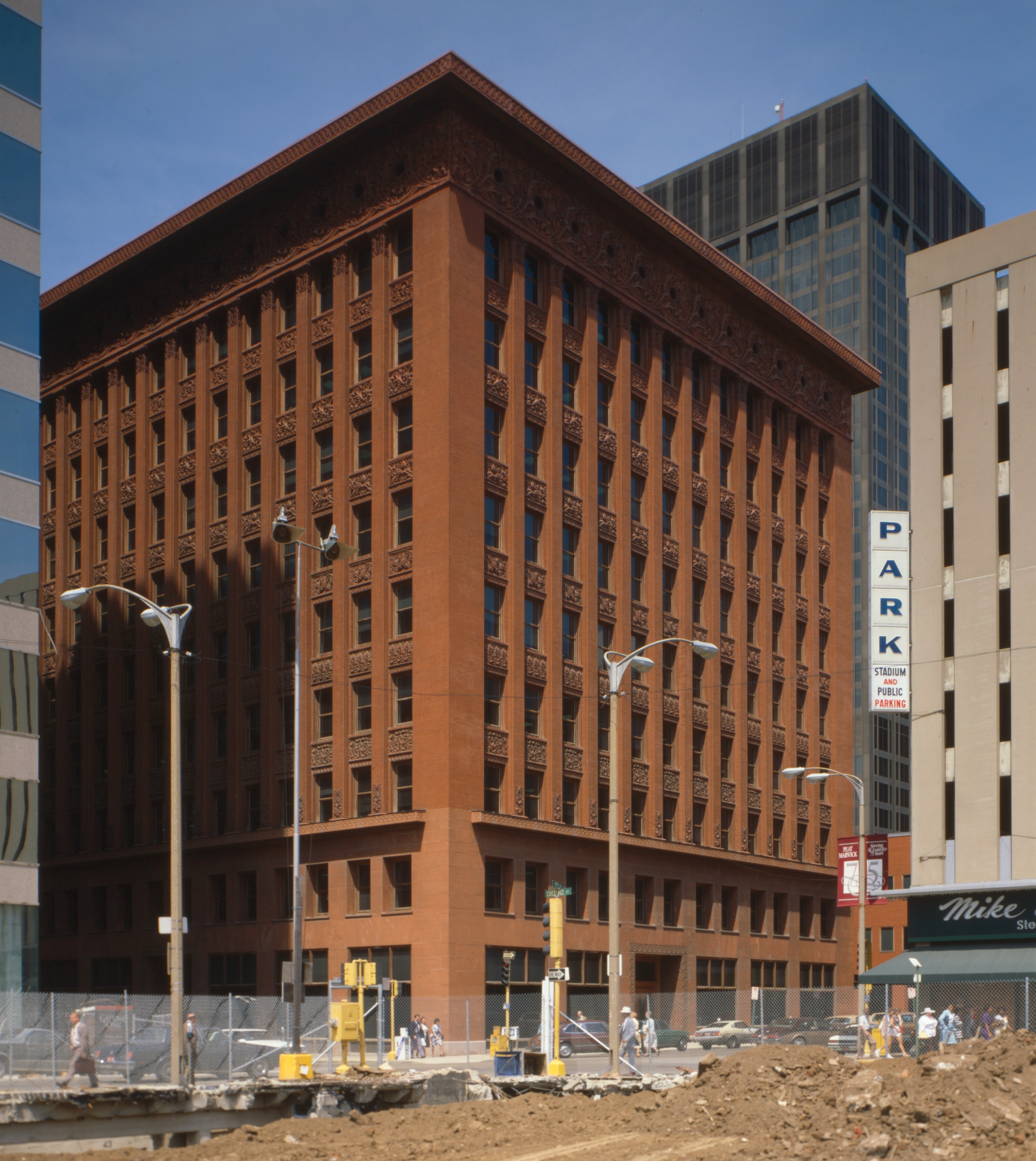
Wainwright Building i St. Louis, arkitekt Louis Sullivan 1891.

Form follows function (FFF), ordagrant: Form följer funktion, är en gestaltningstes som myntades av den amerikanske arkitekten Louis Sullivan 1896. Tesen fick internationell genomslagskraft inom arkitektur och formgivning under 1930-talet och innebär att formgivningen måste underordna sig funktionen.
Sullivan använde uttrycket Form (ever) follows function första gången i en av honom författad uppsats, The tall office building artistically considered, publicerad 1896. Här skrev han bland annat:
| ” | Whether it be the sweeping eagle in his flight, or the open apple-blossom, the toiling work-horse, the blithe swan, the branching oak, the winding stream at its base, the drifting clouds, over all the coursing sun, form ever follows function, and this is the law. | „ |

| ” | It is the pervading law of all things organic and inorganic, of all things physical and metaphysical, of all things human and all things superhuman, of all true manifestations of the head, of the heart, of the soul, that the life is recognizable in its expression, that form ever follows function. This is the law. | „ |

| ” | Vare sig det är örnen i flyget, eller den öppna äppleblomman, den sig plågande arbetshästen, den graciösa svanen, eken som förgrenar sig, den slingrande bäcken vid källan, de drivande molnen, den över allting lysande solen, följer formen alltid funktionen, och detta är lagen. | „ |

Teorin bakom tesen var att det egentligen inte fanns några estetiska problem i sig. Formgivarens uppgift var att hitta den inneboende funktionen, så skulle den yttre formen ge sig själv. Louis Sullivan menade exempelvis att utsidan av en kontorsbyggnad skulle spegla dess inre struktur och dess inre funktioner (exempel Wainwright Building). Prydnad, där det används, måste härledas från naturen, i stället för från klassisk arkitektur från det förflutna. Louis Sullivans verk är ofta förknippad med Art Nouveau-rörelsen.
Sullivans teori innebar emellertid inte, att byggnader eller föremål skulle vara totalt avskalade och helt rensade från utsmyckning eller ornament. På så vis har tesen ibland feltolkats. "Form följer funktion" tillåter utsmyckning så länge den tjänar en funktion och får inte blandas ihop med Adolf Loos polemiska uppfattning "ornament och brott" som han lanserade i en skrift från 1908 (Ornament und Verbrechen).
Den amerikanska arkitekten Frank Lloyd Wright, som var Sullivans assistent, antog tesen "form följer funktion" och befäste den ytterligare. Guggenheim Museum är ett bra exempel på Wrights tillämpning av principen, där de spiralformigt anordnade gallerierna ger besökarna möjlighet att enkelt kunna betrakta de utställda konstverken. På 1930-talet blev tesen "form följer funktion" funktionalisternas främsta ideologi beträffande gestaltning av byggnader och formgivning av föremål. Inte minst Bauhaus i Tyskland var en av föregångarna.